# Канта (стихотворение)
Канта, или кант (лат. cantus) — название духовных стихов на русском, а чаще на латинском языке, какие сочинялись в XVI—XVIII веках в учебных заведениях (сначала в Киевской академии, а затем и во всех семинариях и академиях, устроенных по её образцу) по разным торжественным случаям, например в дни годичных актов и посещения училищ высокопоставленными лицами.
Также канты — название песен, которые распевали студенты под окнами для получения подаяния.

## Вид духовных стихов
Такие силлабические и силлабо-тонические стихи назначались для пения в собраниях — отсюда их название (лат. cano, пою). Их образцы можно найти в истории любого духовно-учебного заведения России.

## Песни студентов-школяров
Этим же термином назывались и те стихи собственного сочинения или уже готовые, которые распевали propter panem — для получения подачек едой — под окнами частных домов ученики школ разных наименований в старом Киеве и в западно-европейских академических городах. Таким пением занимался в свои учебные годы и Мартин Лютер (1483—1546).